# جون مونتاغيو، إيرل سندويتش الرابع

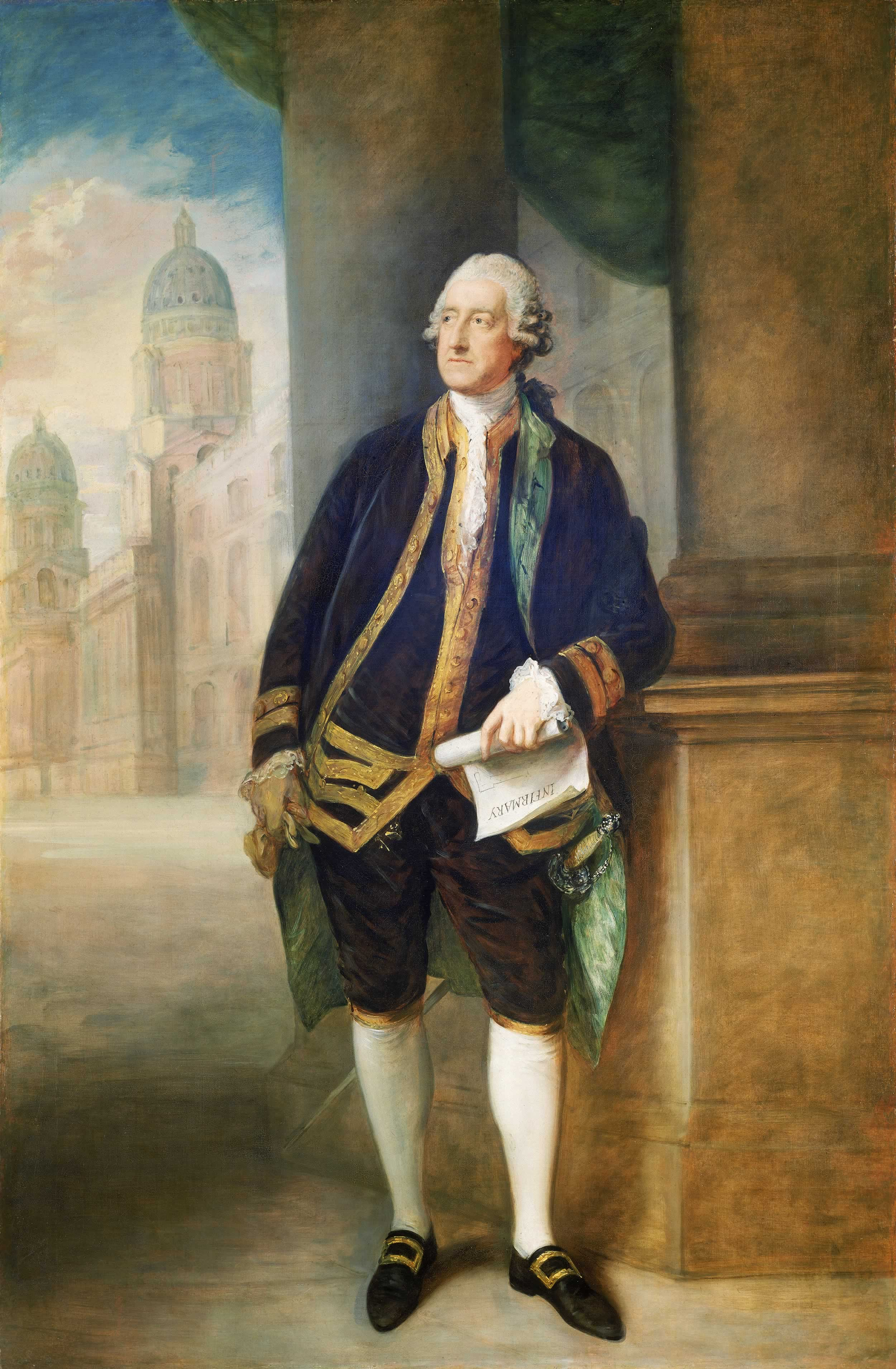
إيرل سندوويتش الرابع.

جون مونتاغيو، إيرل سندويتش الرابع (بالإنجليزية: John Montagu)‏ (1718 - 1792 م) وزير البحرية البريطانية في عهد الثورة الأمريكية.
سميت باسمه الشطيرتان «سندويتشاً» عام 1762 م لأنه قضى على مائدة القمار أربعاً وعشرين ساعة لم يَطْعَم خلالها غير شطائر من لحم بقري بارد.

## روابط خارجية
- جون مونتاغيو، إيرل سندويتش الرابع على موقع الموسوعة البريطانية (الإنجليزية)